# Marge à l'ombre
Cet article possède un paronyme, voir Marche à l'ombre.
Marge à l'ombre (France) ou Marge en prison (Québec) (Marge in Chains) est le 21e épisode de la saison 4 de la série télévisée d'animation Les Simpson.

## Synopsis
Homer commande une machine à presser les oranges qu'il a vue à la télé. Au Japon, la personne chargée de mettre le produit en boîte a un rhume et éternue dans le carton. Quand le produit arrive à Springfield, l'épidémie de grippe d'Osaka se répand dans toute la ville. Marge, seule de la famille à n'avoir pas été contaminée et surmenée par les demandes tyranniques d'Homer et des enfants, vole involontairement une bouteille de bourbon au Kwik-E-Mart : l'alarme sonne et la police arrive sur les chapeaux de roue pour arrêter Marge. Elle fait appel à Lionel Hutz, l'avocat, pour la défendre en justice mais l'affaire ne semble pas jouer en sa faveur et elle est envoyée en prison...